# アンダルシアユニット
アンダルシアユニットとは、2006年1月1日にリリースされた近藤真彦トリビュートアルバム『MATCHY TRIBUTE』の収録曲「アンダルシアに憧れて」を歌うジャニーズ事務所のスペシャルユニットである。 異名「ジャニーズ四天王」。

## メンバー
- 少年隊
  - 東山紀之
- KinKi Kids
  - 堂本光一
- 事務所退社、元タッキー&翼
  - 今井翼
- 事務所退社、元光GENJI
  - 赤坂晃

## 楽曲
1. 「アンダルシアに憧れて」